# Phalera jezoensis
Phalera jezoensis är en fjärilsart som beskrevs av Matsumura 1919. Phalera jezoensis ingår i släktet Phalera och familjen tandspinnare. Inga underarter finns listade i Catalogue of Life.